# 2014 w muzyce
Wydarzenia muzyczne w 2014 roku.

## Wydarzenia
- założono kanadyjski zespół Men I Trust
- 20 listopada - Zespół Toples po 16 latach kończy działalność sceniczną, jego ostatni wokalista - Błażej Lange rozpoczyna solową karierę.[1]
- 14 grudnia – Budka Suflera zagrała w Kraków Arenie ostatni wielki koncert w swojej karierze. Koncert wieńczący trasę A po nocy przychodzi dzień…[2]

### Koncerty
- 23 lutego – Backstreet Boys, Warszawa, Hala Torwar[3]
- 24 lutego – Depeche Mode, Łódź, Atlas Arena[4]
- 5 maja – Steve Hackett, Zabrze, Dom Muzyki i Tańca[5]
- 12 maja – Peter Gabriel, Łódź, Atlas Arena[6]
- 17 maja – Manowar, Katowice, Spodek[7]
- 24 maja – José Carreras, Łańcut (w ramach 53. Festiwalu Muzycznego w Łańcucie)[8]
- 2 czerwca – Anthrax, Kraków, Klub Fabryka[9]
- 5 czerwca – Linkin Park, Wrocław, Stadion Miejski[10]
- 11 czerwca – Black Sabbath, Łódź, Atlas Arena (w ramach Impact Festival)[11]
- 12 czerwca
  - Aerosmith, Łódź, Atlas Arena (w ramach Impact Festival)[12]
  - Tori Amos, Warszawa, Sala Kongresowa[13]
- 23 czerwca – Charles Aznavour, Warszawa, Sala Kongresowa[14]
- 24 czerwca – Iron Maiden i Slayer, Poznań, Stadion Miejski w Poznaniu[15]
- 27 czerwca – Soundgarden, Oświęcim, Stadion MOSiR (w ramach Life Festival Oświęcim)[16]
- 28 czerwca
  - Eric Clapton, Oświęcim, Stadion MOSiR (w ramach Life Festival Oświęcim)[17]
  - Tom Jones, Warszawa, Sala Kongresowa[18]
- 28 czerwca – 29 sierpnia – Męskie Granie, Sopot, Kraków, Poznań, Chorzów, Warszawa, Wrocław, Żywiec[19]
- 3 lipca – Pearl Jam, Gdynia (w ramach Open’er Festival)[20]
- 4 lipca – Jack White, Gdynia (w ramach Open’er Festival)[21]
- 5 lipca – Faith No More, Gdynia (w ramach Open’er Festival)[22]
- 11 lipca – Metallica, Alice in Chains i Anthrax, Warszawa, Stadion Narodowy (w ramach Sonisphere Festival)[23]
- 27 lipca – Backstreet Boys, Sopot, Gdańsk, Ergo Arena[24]
- 17 sierpnia – Patti Smith, Warszawa[25], Park Sowińskiego[26]
- 19 sierpnia – Justin Timberlake, Sopot, Gdańsk, Ergo Arena[27]
- 30 października – Kylie Minogue, Łódź, Atlas Arena[28]
- 2 listopada – OneRepublic, Warszawa, Hala Torwar[29]
- 5 listopada – Elton John, Kraków, Kraków Arena[30]
- 15 listopada – Saxon, Warszawa, Progresja Music Zone[31]
- 20 listopada – Slash, Kraków, Kraków Arena[32]
- 15 grudnia – Lenny Kravitz, Łódź, Atlas Arena[33]
- 16 grudnia – Bryan Adams, Kraków, Kraków Arena[34]

### Festiwale
- Bielska Zadymka Jazzowa, Bielsko-Biała: 18–23 lutego
- Siesta Festival, Gdańsk: 25–27 kwietnia
- XVII Festiwal Muzyki Folkowej Polskiego Radia „Nowa Tradycja”, Warszawa: 15–18 maja 2014
- 53. Festiwal Muzyczny w Łańcucie, 24–30 maja[35]
- Impact Festival, Łódź: 11–12 czerwca
- Orange Warsaw Festival, Warszawa: 13–15 czerwca
- Life Festival Oświęcim, Oświęcim: 25–28 czerwca[36]
- Open’er Festival, Gdynia: 2–5 lipca
- SLOT Art Festival, Lubiąż: 8–12 lipca
- Seven Festival, Węgorzewo: 10–13 lipca
- Festiwal w Jarocinie, Jarocin: 18–20 lipca
- Sunrise Festival, Kołobrzeg: 25–27 lipca
- Sonisphere Festival, Warszawa: 11 lipca
- Ladies’ Jazz Festival, Wrocław: 25–27 lipca
- Przystanek Woodstock, Kostrzyn nad Odrą: 31 lipca – 2 sierpnia
- Off Festival, Katowice: 1–3 sierpnia
- 69. Międzynarodowy Festiwal Chopinowski w Dusznikach-Zdroju, 1–9 sierpnia[37]
- Live Music Festival, Kraków: 8–9 sierpnia
- XXVI edycja festiwalu „Gitarą i piórem”, Karpacz: 15–16 sierpnia
- Cieszanów Rock Festiwal, 21–24 sierpnia[38]
- Rawa Blues Festival, Katowice: 10–11 października
- Mayday, Katowice: 8 listopada[39]
- Jesień z Bluesem, Białystok: 19–22 listopada[40]

## Urodzili się
- 3 czerwca – Lil RT, amerykański raper

## Zmarli
- 1 stycznia
  - Pierre Cullaz – francuski muzyk jazzowy (ur. 1935)[41]
  - Milan Horvat, chorwacki i jugosłowiański dyrygent (ur. 1919)[42]
  - Tabby Thomas – amerykański muzyk bluesowy (ur. 1929)[43]
- 2 stycznia
  - Jerzy Golfert – polski śpiewak, aktor teatralny, muzyk i reżyser przedstawień muzycznych (ur. 1917)[44]
  - Thomas Kurzhals – niemiecki klawiszowiec, kompozytor i muzyk rockowy, członek zespołu Stern-Combo Meissen (ur. 1953)[45]
- 3 stycznia
  - Phil Everly – amerykański piosenkarz, muzyk duetu folk-rockowego The Everly Brothers (ur. 1939)[46]
- 9 stycznia
  - Bryan Fairfax – australijski dyrygent (ur. 1925)[47]
- 13 stycznia
  - Ronny Jordan – brytyjski wokalista i gitarzysta jazzowy (ur. 1962)[48]
  - Freddie Fingers Lee – brytyjski piosenkarz i gitarzysta rockowy (ur. 1937)[49]
- 15 stycznia
  - Krystyna Ingersleben-Borowska – polska śpiewaczka operowa (sopran koloraturowy), pedagog (ur. 1927)[50]
- 18 stycznia
  - Fergie Frederiksen – amerykański wokalista, członek zespołu Toto (ur. 1951)[51]
  - Bronisław Pekowski – polski śpiewak (bas-baryton), solista operowy (ur. 1940)[52]
- 19 stycznia
  - Steven Fromholz – amerykański komik, piosenkarz, autor tekstów (ur. 1945)[53]
- 20 stycznia
  - Claudio Abbado – włoski dyrygent i pianista (ur. 1933)[54]
  - Jonas Trinkūnas – litewski folklorysta, członek i założyciel neofolkowego zespołu Kūlgrinda (ur. 1939)[55]
- 22 stycznia
  - Roman Kumłyk – ukraiński muzyk folkowy (ur. 1948)[56]
- 23 stycznia
  - Riz Ortolani – włoski kompozytor muzyki filmowej (ur. 1926)[57]
- 27 stycznia
  - Pete Seeger – amerykański muzyk folkowy, działacz polityczny (ur. 1919)[58]
- 29 stycznia
  - Zygmunt Hassa – polski dyrygent (ur. 1933)[59]
  - Roger Pomphrey – brytyjski gitarzysta i reżyser telewizyjny (ur. 1954)[60]
- 31 stycznia
  - Anna Gordy Gaye – amerykańska bizneswoman, autorka piosenek, kompozytorka (ur. 1922)[61]
  - Aleksandr Iwaszkin – rosyjski wiolonczelista i kompozytor (ur. 1948)[62]
- 2 lutego
  - Gerd Albrecht – niemiecki dyrygent (ur. 1935)[63]
  - K. Lamar Alsop – amerykański skrzypek (ur. 1928)[64]
- 4 lutego
  - Anna Reynolds – angielska śpiewaczka operowa (ur. 1931)[65]
- 5 lutego
  - Richard Hayman – amerykański aranżer, harmonijkarz i dyrygent (ur. 1920)[66]
- 6 lutego
  - Vaçe Zela – albańska piosenkarka i aktorka (ur. 1939)[67]
- 11 lutego
  - Alice Babs – szwedzka piosenkarka (ur. 1924)[68]
  - Seán Potts – irlandzki muzyk folkowy, współzałożyciel grupy The Chieftains (ur. 1930)[69]
- 12 lutego
  - Maggie Estep – amerykańska pisarka, poetka, piosenkarka (ur. 1963)[70]
  - Marty Thau – amerykański przedsiębiorca, menedżer i producent muzyczny (ur. 1938)[71]
- 16 lutego
  - Kralle Krawinkel – niemiecki gitarzysta, muzyk zespołu Trio (ur. 1947)[72]
- 17 lutego
  - Bob Casale – amerykański muzyk rockowy, gitarzysta i klawiszowiec grupy Devo (ur. 1952)[73]
- 18 lutego
  - Maria Franziska von Trapp – austriacka piosenkarka (ur. 1914)[74]
- 19 lutego
  - Simón Díaz – wenezuelski piosenkarz, kompozytor (ur. 1928)[75]
  - Duffy Power – brytyjski piosenkarz bluesowy i rock and rollowy (ur. 1941)[76]
- 22 lutego
  - Iván Nagy – węgierski tancerz baletowy (ur. 1943)[77]
- 23 lutego
  - Tadeusz Chyła – polski piosenkarz, kompozytor, gitarzysta (ur. 1933)[78]
  - Alice Herz-Sommer – czeska pianistka, pedagog i najstarsza żyjąca osoba ocalała z obozu koncentracyjnego Theresienstadt (ur. 1903)[79]
  - Andrzej Zygierewicz – polski kompozytor muzyki rozrywkowej (ur. 1939)[80]
- 24 lutego
  - Franny Beecher – amerykański gitarzysta rockowy, muzyk zespołu Bill Haley & His Comets (ur. 1921)[81]
  - Nicolae Herlea – rumuński śpiewak operowy (baryton) (ur. 1927)[82]
- 25 lutego
  - Peter Callander – angielski autor piosenek, producent muzyczny (ur. 1939)[83]
  - Paco de Lucía – hiszpański gitarzysta flamenco (ur. 1947)[84]
- 26 lutego
  - Milan Stibilj – słoweński kompozytor (ur. 1929)[85]
- 2 marca
  - Teddy Ehrenreich – austriacki klarnecista i saksofonista jazzowy (ur. 1936)[86]
- 3 marca
  - Robert Ashley – amerykański kompozytor, aktor, reżyser i producent filmowy (ur. 1930)[87]
- 5 marca
  - Selim Lemouchi – holenderski muzyk, wokalista, członek metalowego zespołu The Devil’s Blood (ur. 1980)[88]
- 6 marca
  - Marion Stein – austriacka pianistka (ur. 1926)[89]
- 7 marca
  - Joe Mudele – brytyjski basista jazzowy (ur. 1920)[90]
- 15 marca
  - Scott Asheton – amerykański perkusista rockowy, współzałożyciel zespołu The Stooges (ur. 1949)[91]
- 17 marca
  - Joseph Kerman – amerykański muzykolog i krytyk muzyczny (ur. 1924)[92]
- 18 marca
  - Joe Lala – amerykański perkusjonista, perkusista i aktor (ur. 1947)[93]
- 22 marca
  - Patrice Wymore – amerykańska aktorka, piosenkarka, tancerka (ur. 1926)[94]
- 29 marca
  - Marc Platt – amerykański tancerz baletowy i musicalowy, performer, aktor (ur. 1913)[95]
- 31 marca
  - Frankie Knuckles – amerykański didżej, producent muzyczny (ur. 1955)[96]
- 2 kwietnia
  - Harris Goldsmith – amerykański pianista, pedagog i krytyk muzyczny (ur. 1935)[97]
- 3 kwietnia
  - Arthur Smith – amerykański muzyk country (ur. 1921)[98]
- 5 kwietnia
  - Wayne Henderson – amerykański trębacz jazzowy, producent nagrań (ur. 1939)[99]
- 7 kwietnia
  - John Shirley-Quirk – angielski śpiewak operowy (baryton) (ur. 1931)[100]
- 11 kwietnia
  - Jesse Winchester – amerykański piosenkarz, gitarzysta i klawiszowiec gatunku folk i country (ur. 1944)[101]
- 12 kwietnia
  - Fred Ho – amerykański saksofonista jazzowy, kompozytor, lider zespołu, dramaturg, pisarz i działacz społeczny (ur. 1957)[102]
- 14 kwietnia
  - Armando Peraza – kubański perkusjonista Latin jazzowy (ur. 1924)[103]
- 15 kwietnia
  - Nina Cassian – rumuńska poetka, prozatorka, malarka, dziennikarka, pianistka, jak również tłumacz, krytyk filmowy i kompozytor muzyki poważnej (ur. 1924)[104]
  - Shane Gibson – amerykański gitarzysta rockowy, muzyk zespołu Korn (ur. 1979)[105]
- 17 kwietnia
  - Cheo Feliciano – portorykański kompozytor i piosenkarz, wykonujący muzykę salsa i bolero (ur. 1935)[106]
- 18 kwietnia
  - Nadja Nożarowa – bułgarska śpiewaczka operetkowa i aktorka (ur. 1916)[107]
  - Brian Priestman – brytyjski dyrygent (ur. 1927)[108]
- 19 kwietnia
  - Kevin Sharp – amerykański piosenkarz country (ur. 1970)[109]
- 23 kwietnia
  - Patric Standford – angielski kompozytor, pedagog, pisarz (ur. 1939)[110]
- 25 kwietnia
  - Stephen Gottlieb – brytyjski lutnik (ur. 1945)[111]
- 26 kwietnia
  - DJ Rashad – amerykański didżej, producent muzyczny (ur. 1979)[112]
- 27 kwietnia
  - DJ E-Z Rock – amerykański didżej i producent muzyczny (ur. 1967)[113]
- 28 kwietnia
  - Dennis Kamakahi – hawajski gitarzysta i kompozytor (ur. 1953)[114]
  - Hanna Rumowska-Machnikowska – polska śpiewaczka operowa (sopran) (ur. 1934)[115]
  - Idris Sardi – indonezyjski skrzypek i kompozytor (ur. 1938)[116]
- 29 kwietnia
  - Iveta Bartošová – czeska piosenkarka (ur. 1966)[117]
  - Gailene Stock – australijska tancerka baletowa, pedagog, dyrektor Royal Ballet School (ur. 1946)[118]
- 1 maja
  - Juan Formell – kubański muzyk, basista, kompozytor, założyciel i lider grupy muzycznej Los Van Van (ur. 1942)[119]
  - Włodzimierz Szomański – polski muzyk, kompozytor, pedagog i aranżer, założyciel i lider grupy muzycznej Spirituals Singers Band (ur. 1948)[120]
- 2 maja
  - Jessica Cleaves – amerykańska piosenkarka i autorka tekstów, członkini grupy muzycznej The Friends of Distinction (ur. 1948)[121]
  - Mohammad-Reza Lotfi – irański muzyk, znany z gry na tarze w klasycznej muzyce perskiej (ur. 1947)[122]
- 6 maja
  - Antony Hopkins – angielski kompozytor, pianista, dyrygent (ur. 1921)[123]
- 8 maja
  - Maria Piotrowska – polska muzykolog (ur. 1941)[124]
- 9 maja
  - Joe Wilder – amerykański trębacz i kompozytor jazzowy (ur. 1922)[125]
- 10 maja
  - André Popp – francuski kompozytor, aranżer i scenarzysta (ur. 1924)[126]
- 13 maja
  - Tessa Watts – angielska producentka muzyczna i filmowa (ur. 1945)[127]
- 14 maja
  - DJ Maceo Wyro – polski muzyk awangardowy, DJ (ur. 1971)[128]
- 18 maja
  - Jerry Vale – amerykański piosenkarz włoskiego pochodzenia (ur. 1930)[129]
- 22 maja
  - Józef Świder – polski kompozytor muzyki poważnej, pedagog muzyczny (ur. 1930))[130]
- 25 maja
  - Herb Jeffries – amerykański aktor, wokalista jazzowy i country (ur. 1913)[131]
- 28 maja
  - David Nadien – amerykański skrzypek (ur. 1926)[132]
- 1 czerwca
  - Felix Mandre – estoński dyrygent i pianista (ur. 1928)[133]
- 3 czerwca
  - Swiatosław Bełza – rosyjski literaturoznawca, publicysta, muzykolog (ur. 1942)[134]
  - Steve King – amerykański muzyk, producent muzyczny, inżynier dźwięku (ur. 1958)[135]
- 4 czerwca
  - Maciej Łukaszczyk – polski pianista, profesor, założyciel i prezes Towarzystwa Chopinowskiego w RFN (ur. 1934)[136]
  - Joanna Mądroszkiewicz – polska skrzypaczka i poetka (ur. 1956)[137]
  - Doc Neeson – australijski basista i wokalista rockowy (ur. 1947)[138]
- 5 czerwca
  - Jean Walter – flamandzki piosenkarz (ur. 1922)[139]
- 6 czerwca
  - Lee Hyla – amerykański kompozytor muzyki klasycznej (ur. 1952)[140]
- 7 czerwca
  - Alan Douglas – amerykański producent muzyczny, właściciel wytwórni Douglas Records (ur. 1931)[141]
- 9 czerwca
  - Gerd Zacher – niemiecki kompozytor i organista (ur. 1929)[142]
- 11 czerwca
  - Rafael Frühbeck de Burgos – hiszpański dyrygent i kompozytor (ur. 1933)[143]
- 12 czerwca
  - Jimmy Scott – amerykański wokalista jazzowy (ur. 1925)[144]
- 13 czerwca
  - Berislav Klobučar – chorwacki dyrygent (ur. 1924)[145]
- 15 czerwca
  - Krystyna Winowicz – polska muzykolog, pedagog, pianistka i działaczka społeczna (ur. 1927)[146]
- 18 czerwca
  - Johnny Mann – amerykański piosenkarz (ur. 1928)[147]
  - Horace Silver – amerykański pianista jazzowy i kompozytor, jeden z pionierów hard bopu (ur. 1928)[148]
- 19 czerwca
  - Gerry Goffin – amerykański autor tekstów piosenek (ur. 1939)[149]
  - Daniel Nazareth – indyjski kompozytor i dyrygent (ur. 1948)[150]
- 22 czerwca
  - Teenie Hodges – amerykański gitarzysta soulowy (ur. 1945)[151]
- 26 czerwca
  - Mary Rodgers – amerykańska kompozytorka musicalowa, autorka książek dla dzieci (ur. 1931)[152]
  - Julius Rudel – amerykański dyrygent pochodzenia austriackiego (ur. 1921)[153]
- 27 czerwca
  - Bobby Womack – amerykański piosenkarz R&B (ur. 1944)[154]
- 28 czerwca
  - Seymour Barab – amerykański wiolonczelista, kompozytor, organista i pianista (ur. 1921)[155]
- 29 czerwca
  - Paul Horn – amerykański flecista jazzowy (ur. 1930)[156]
- 1 lipca
  - Leszek Werner – polski organista, profesor Akademii Muzycznej w Krakowie (ur. 1937)[157]
- 2 lipca
  - Janusz Kondratowicz – polski poeta, satyryk, autor tekstów piosenek, dziennikarz (ur. 1940)[158]
- 3 lipca
  - Annik Honoré – belgijska dziennikarka, promotorka muzyczna, założycielka wytwórni muzycznych, muza Iana Curtisa (ur. 1957)[159]
- 5 lipca
  - Kathy Stobart – brytyjska saksofonistka jazzowa (ur. 1925)[160]
  - Kazimierz Winkler – polski literat, poeta i rysownik, autor tekstów piosenek (ur. 1918)[161]
- 7 lipca
  - Leszek Opioła – polski fotograf, animator i popularyzator życia muzycznego (ur. 1958)[162]
- 11 lipca
  - Charlie Haden – amerykański kontrabasista jazzowy, kompozytor (ur. 1937)[163]
  - Tommy Ramone – amerykański muzyk rockowy, współzałożyciel i perkusista grupy Ramones (ur. 1952)[164]
- 13 lipca
  - Lorin Maazel – amerykański dyrygent, skrzypek i kompozytor (ur. 1930)[165]
- 16 lipca
  - Johnny Winter – amerykański wokalista, gitarzysta i kompozytor bluesowy (ur. 1944)[166]
- 17 lipca
  - Elaine Stritch – amerykańska aktorka i piosenkarka (ur. 1925)[167]
- 19 lipca
  - Lionel Ferbos – amerykański trębacz jazzowy (ur. 1911)[168]
- 26 lipca
  - Carlo Bergonzi – włoski śpiewak operowy (tenor) (ur. 1924)[169]
- 29 lipca
  - Idris Muhammad – amerykański perkusista jazzowy (ur. 1939)[170]
- 30 lipca
  - Dick Wagner – amerykański gitarzysta rockowy, kompozytor i autor piosenek (ur. 1942)[171]
- 1 sierpnia
  - Rod de'Ath – walijski perkusista rockowy (ur. 1950)[172]
- 3 sierpnia
  - Jan Jarczyk – polski kompozytor, pianista i puzonista jazzowy (ur. 1947)[173]
- 4 sierpnia
  - Jake Hooker – amerykański gitarzysta rockowy (ur. 1953)[174]
- 7 sierpnia
  - Henry Stone – amerykański producent nagrań (ur. 1921)[175]
- 8 sierpnia
  - Peter Sculthorpe – australijski kompozytor muzyki poważnej (ur. 1929)[176]
- 10 sierpnia
  - Maria Kolokouri – grecka wokalistka zespołu black metalowego Astarte (ur. 1977)[177]
- 13 sierpnia
  - Frans Brüggen – holenderski flecista, dyrygent (ur. 1934)[178]
- 14 sierpnia
  - Rick Parashar – amerykański producent muzyczny (ur. 1963)[179]
- 15 sierpnia
  - Licia Albanese – amerykańska śpiewaczka operowa (sopran) (ur. 1909)[180]
  - John Blake – amerykański skrzypek jazzowy (ur. 1947)[181]
  - Jan Ekier – polski pianista, pedagog i kompozytor (ur. 1913)[182]
  - Maria Szmyd-Dormus – polska pianistka, kameralistka, pedagog, profesor sztuk muzycznych (ur. 1923)[183]
- 21 sierpnia
  - Jean Redpath – szkocka piosenkarka folkowa (ur. 1937)[184]
- 27 sierpnia
  - Peret – kataloński piosenkarz, gitarzysta, kompozytor (ur. 1935)[185]
  - Sandy Wilson – angielski kompozytor i autor piosenek (ur. 1924)[186]
- 28 sierpnia
  - Glenn Cornick – angielski basista rockowy, muzyk zespołu Jethro Tull (ur. 1947)[187]
- 31 sierpnia
  - Jimi Jamison – amerykański wokalista rockowy (ur. 1951)[188]
- 2 września
  - Marian Kouba – polski śpiewak operowy (tenor) (ur. 1920)[189]
- 4 września
  - Gustavo Cerati – argentyński gitarzysta, klawiszowiec, piosenkarz, kompozytor, autor piosenek, producent muzyczny (ur. 1959)[190]
  - Włodzimierz Kotoński – polski kompozytor, pierwszy twórca muzyki elektronicznej w Polsce, profesor (ur. 1925)[191]
- 7 września
  - Yoshiko Ōtaka – japońska piosenkarka i aktorka (ur. 1920)[192]
- 8 września
  - Magda Olivero – włoska śpiewaczka operowa (sopran) (ur. 1910)[193]
  - Gerald Wilson – amerykański trębacz jazzowy, lider big bandu, kompozytor (ur. 1918)[194]
- 9 września
  - Firoza Begum – banglijska piosenkarka (ur. 1930)[195]
  - Robert Young – szkocki gitarzysta i basista rockowy (ur. 1965)[196]
- 11 września
  - Bob Crewe – amerykański autor tekstów piosenek, tancerz, piosenkarz, menedżer, producent muzyczny i artysta plastyk (ur. 1930)[197]
  - John Gustafson – angielski basista rockowy (zm. 1942)[198]
  - Cosimo Matassa – amerykański inżynier dźwięku (ur. 1926)[199]
- 12 września
  - Joe Sample – amerykański pianista jazzowy (ur. 1939)[200]
- 15 września
  - Jackie Cain – amerykańska wokalistka jazzowa (ur. 1928)[201]
- 17 września
  - George Hamilton IV – amerykański piosenkarz country (ur. 1937)[202]
- 18 września
  - Kenny Wheeler – kanadyjski muzyk jazzowy; trębacz, kompozytor i pedagog (ur. 1930)[203]
- 19 września
  - Milton Cardona – puertorykański perkusjonista latin-jazzowy (ur. 1944)[204]
  - U. Srinivas – indyjski wirtuoz gry na mandolinie, kompozytor (ur. 1969)[205]
- 21 września
  - Pete Shutler – angielski akordeonista folkowy (ur. 1945)[206]
- 24 września
  - Christopher Hogwood – angielski dyrygent, klawesynista i teoretyk muzyki (ur. 1941)[207]
- 28 września
  - Petr Skoumal – czeski kompozytor muzyki filmowej, skomponował muzykę m.in. do serialu animowanego Sąsiedzi (ur. 1938)[208]
- 30 września
  - Maria Drewniakówna – polska śpiewaczka operowa (sopran) (ur. 1908)[209]
  - Sheila Tracy – brytyjska muzyk, puzonistka, członkini duetu muzycznego Tracy Sisters, dziennikarka i prezenterka radiowa, pierwsza kobieta czytająca wiadomości w BBC Radio 4 (ur. 1934)[210]
- 1 października
  - Lynsey de Paul – angielska wokalistka i kompozytorka (ur. 1950)[211]
- 2 października
  - Jacques Thollot – francuski perkusista i kompozytor jazzowy (ur. 1946)[212]
- 4 października
  - Konrad Boehmer – holenderski kompozytor pochodzenia niemieckiego (ur. 1941)[213]
  - Paul Revere – amerykański keyboardzista rockowy, muzyk zespołu Paul Revere & the Raiders (ur. 1938)[214]
- 7 października
  - Iva Withers – amerykańska aktorka i piosenkarka[215]
- 9 października
  - Style Scott – jamajski perkusista reggae, producent nagrań (ur. 1956)[216]
  - Rita Shane – amerykańska śpiewaczka operowa (sopran) (ur. 1936)[217]
- 11 października
  - Anita Cerquetti – włoska śpiewaczka operowa (sopran) (ur. 1931)[218]
  - Brian Lemon – brytyjski pianista jazzowy (ur. 1937)[219]
- 14 października
  - Isaiah Ikey Owens – amerykański keyboardzista, członek zespołu The Mars Volta (ur. 1975)[220]
- 15 października
  - Włodzimierz Lech Puchnowski – polski akordeonista, założyciel Warszawskiego Kwintetu Akordeonowego[221]
- 16 października
  - Tim Hauser – amerykański piosenkarz i wokalista jazzowy, założyciel i lider kwartetu The Manhattan Transfer (ur. 1941)[222]
- 18 października
  - Paul Craft – amerykański piosenkarz i autor piosenek (ur. 1938)[223]
- 19 października
  - John Holt – jamajski wokalista reggae (ur. 1947)[224]
  - Stephen Paulus – amerykański kompozytor muzyki klasycznej (ur. 1949)[225]
  - Raphael Ravenscroft – brytyjski saksofonista, kompozytor (ur. 1954)[226]
- 23 października
  - David Redfern – brytyjski fotograf muzyczny (ur. 1936)[227]
  - Józef Siedlik – polski muzyk; jasnogórski organista, dyrygent i kompozytor (ur. 1939)[228]
  - Alvin Stardust – brytyjski piosenkarz, prezenter telewizyjny i aktor (ur. 1942)[229]
- 24 października
  - Vic Ash – brytyjski saksofonista i klarnecista jazzowy (ur. 1930)[230]
  - Barbara Podmiotko – polska dziennikarka i prezenterka radiowa; propagatorka muzyki francuskiej (ur. 1945)[231]
- 25 października
  - Jack Bruce – brytyjski kompozytor, wokalista i basista zespołu Cream (ur. 1943)[232]
- 1 listopada
  - Beverly Blossom – amerykańska tancerka, choreograf, pedagog (ur. 1926)[233]
  - Donald Saddler – amerykański choreograf, tancerz i reżyser teatralny (ur. 1918)[234]
  - Wayne Static – amerykański gitarzysta, kompozytor, wokalista i autor tekstów; członek zespołu Static-X (ur. 1965)[235]
- 2 listopada
  - Acker Bilk – angielski klarnecista, kompozytor, wokalista i kierownik zespołu jazzowego (ur. 1929)[236]
- 3 listopada
  - Nina Timofiejewa – rosyjska tancerka baletowa (ur. 1935)[237]
- 4 listopada
  - Harry Pearson – amerykański dziennikarz i audiofil, założyciel pisma The Absolute Sound (ur. 1937)[238]
- 5 listopada
  - Manitas de Plata – cygański wirtuoz gitary (ur. 1921)[239]
- 6 listopada
  - Maggie Boyle – angielska piosenkarka i flecistka folkowa (ur. 1956)[240]
- 11 listopada
  - Big Bank Hank – amerykański raper (ur. 1956)[241]
- 15 listopada
  - Bunny Briggs – amerykański tancerz (ur. 1922)[242]
- 17 listopada
  - Jimmy Ruffin – amerykański piosenkarz soul i pop (ur. 1936)[243]
- 18 listopada
  - Dave Appell – amerykański muzyk, aranżer i producent muzyczny (ur. 1922)[244]
- 20 listopada
  - Arthur Butterworth – angielski kompozytor, dyrygent, pedagog (ur. 1923)[245]
- 22 listopada
  - Claire Barry – amerykańska piosenkarka jazzowa żydowskiego pochodzenia, znana z duetu The Barry Sisters (ur. 1920)[246]
- 23 listopada
  - Clive Palmer – angielski muzyk folkowy grający na bandżo, założyciel grupy Incredible String Band (ur. 1943)[247]
  - Ałła Sizowa – rosyjska tancerka baletowa (ur. 1939)[248]
- 24 listopada
  - Peter Rosser – brytyjski kompozytor (ur. 1970)[249]
- 26 listopada
  - Mary Hinkson – amerykańska tancerka i choreograf (ur. 1925)[250]
  - Sabah – libańska piosenkarka i aktorka (ur. 1927)[251]
- 29 listopada
  - Zofia Lupertowicz – polska śpiewaczka operowa i operetkowa (mezzosopran) (ur. 1928)[252]
  - Brian Macdonald – kanadyjski tancerz i choreograf (ur. 1928)[253]
- 2 grudnia
  - Bobby Keys – amerykański saksofonista rockowy i jazzowy (ur. 1943)[254]
  - Nick Talbot – brytyjski wokalista i autor piosenek, muzyk zespołu Gravenhurst (ur. 1977)[255]
- 3 grudnia
  - Graeme Goodall – australijski inżynier dźwięku (ur. 1932)[256]
  - Ian McLagan – angielski keyboardzista i gitarzysta rockowy (ur. 1945)[257]
- 4 grudnia
  - Bob Montgomery – amerykański piosenkarz, autor tekstów, producent muzyczny i wydawca (ur. 1937)[258]
- 7 grudnia
  - Mango – włoski piosenkarz i autor piosenek (ur. 1954)[259]
- 8 grudnia
  - Knut Nystedt – norweski kompozytor, dyrygent i organista (ur. 1915)[260]
- 9 grudnia
  - Lidia Mordkowicz – brytyjska skrzypaczka pochodzenia rosyjskiego (ur. 1944)[261]
  - Sheila Stewart – szkocka piosenkarka folkowa (ur. 1935)[262]
- 11 grudnia
  - Laszlo Varga – amerykański wiolonczelista pochodzenia węgierskiego (ur. 1924)[263]
- 12 grudnia
  - John Hampton – amerykański producent i inżynier dźwięku (ur. 1953)[264]
- 13 grudnia
  - Janis Martin – amerykańska śpiewaczka operowa, sopran (ur. 1939)[265]
- 14 grudnia
  - Irene Dalis – amerykańska śpiewaczka operowa, mezzosopran (ur. 1925)[266]
- 16 grudnia
  - Mieczysław Makowski – polski kompozytor, pianista, teoretyk muzyki i pedagog (ur. 1933)[267]
- 20 grudnia
  - Derek Rencher – angielski tancerz baletowy (ur. 1932)[268]
- 21 grudnia
  - Udo Jürgens – austriacki kompozytor i piosenkarz, zwycięzca konkursu Eurowizji 1966 (ur. 1934)[269]
- 22 grudnia
  - Joe Cocker – brytyjski piosenkarz i kompozytor (ur. 1944)[270]
- 23 grudnia
  - Jerzy Semkow – polski dyrygent (ur. 1928)[271]
- 24 grudnia
  - Buddy DeFranco – amerykański klarnecista jazzowy (ur. 1923)[272]
- 25 grudnia
  - Alberta Adams – amerykańska wokalistka bluesowa (ur. 1917)[273]
- 27 grudnia
  - Claude Frank – amerykański pianista muzyki klasycznej (ur. 1925)[274]
- 28 grudnia
  - Frankie Randall – amerykański piosenkarz, tancerz, kompozytor i pianista jazzowy, aktor i komik (ur. 1938)[275]
- 30 grudnia
  - Jim Galloway – kanadyjski saksofonista i klarnecista jazzowy (ur. 1936)[276]
  - Patrick Gowers – angielski kompozytor muzyki filmowej (ur. 1936)[277]

## Albumy
| Data wydania            | Tytuł albumu                     | Główny wykonawca  |
| ----------------------- | -------------------------------- | ----------------- |
| 3 lutego(dts) br        | The Satanist                     | Behemoth          |
| 28 lutego(dts) br       | Voitolla yöhön                   | JVG               |
| 17 marca(dts) br        | Kiss Me Once                     | Kylie Minogue     |
| 4 kwietnia(dts) br      | Składam się z ciągłych powtórzeń | Artur Rojek       |
| 12 kwietnia(dts) br     | Człowiek                         | Totentanz         |
| 18 kwietnia(dts) br     | Trzeba było zostać dresiarzem    | Ten Typ Mes       |
| 12 maja(dts) br         | Głupi                            | Ørganek           |
| 12 maja(dts) br         | Unrepentant Geraldines           | Tori Amos         |
| 12 maja(dts) br         | Turn Blue                        | The Black Keys    |
| 13 maja(dts) br         | No Bad Days                      | The Dumplings     |
| 27 maja(dts) br         | Z całych sił                     | Grzegorz Hyży     |
| 9 czerwca(dts) br       | DaDaDam                          | Perfect           |
| 10 czerwca(dts) br      | The Hunting Party                | Linkin Park       |
| 13 czerwca(dts) br      | Ultraviolence                    | Lana Del Rey      |
| 23 czerwca(dts) br      | These Things Happen              | G-Eazy            |
| 1 lipca(dts) br         | Paula                            | Robin Thicke      |
| 4 lipca(dts) br         | 1000 Forms of Fear               | Sia               |
| 15 lipca(dts) br        | The Black Market                 | Rise Against      |
| 15 lipca(dts) br        | Yes!                             | Jason Mraz        |
| 5 sierpnia(dts) br      | They Want My Soul                | Spoon             |
| 11 sierpnia(dts) br     | LP1                              | FKA twigs         |
| 22 sierpnia(dts) br     | My Everything                    | Ariana Grande     |
| 26 sierpnia(dts) br     | Add the Blonde                   | Margaret          |
| 26 sierpnia(dts) br     | 10 Summers                       | DJ Mustard        |
| 2 września(dts) br      | V                                | Maroon 5          |
| 5 września(dts) br      | Goddess                          | Banks             |
| 12 września(dts) br     | No Sound Without Silence         | The Script        |
| 16 września(dts) br     | Tlen                             | Kasia Popowska    |
| 19 września(dts) br     | Prayer                           | Robin Schulz      |
| 22 września(dts) br     | Popular Problems                 | Leonard Cohen     |
| 23 września(dts) br     | Lupus Electro                    | Natalia Nykiel    |
| 24 września(dts) br     | Queen of the Clouds              | Tove Lo           |
| 30 września(dts) br     | Siesta X                         | różni wykonawcy   |
| 30 września(dts) br     | Art Official Age                 | Prince            |
| 3 października(dts) br  | Kings of Suburbia                | Tokio Hotel       |
| 6 października(dts) br  | Świeża krew, vol. 2              | różni wykonawcy   |
| 18 października(dts) br | Książę aka. Slumilioner          | Peja i WhiteHouse |
| 21 października(dts) br | Under Pressure                   | Logic             |
| 28 października(dts) br | Ab Inito                         | Ascetoholix       |
| 4 listopada(dts) br     | Zakazane piosenki                | Paweł Kukiz       |
| 10 listopada(dts) br    | The Endless River                | Pink Floyd        |
| 10 listopada(dts) br    | Sonic Highways                   | Foo Fighters      |
| 17 listopada(dts) br    | Four                             | One Direction     |
| 24 listopada(dts) br    | From There to Here               | I Am Kloot        |
| 8 grudnia(dts) br       | Dwa narody                       | KSU               |

Inne albumy z 2014 r., dla których brak informacji o dokładnej dacie wydania:
- Festiwal Orle Gniazdo Vol. 1 – album kompilacyjny
- Muzyka ulicy muzyka dla mas vol. 3 – album kompilacyjny
- Prowadź mnie ulico vol. 6 – album kompilacyjny
- Tribute to Moskwa – album kompilacyjny

## Muzyka poważna
- 12 kwietnia – premiera IV symfonii „Tansman Epizody” Henryka Mikołaja Góreckiego w Royal Festival Hall w Londynie[323]

## Nagrody
- 26 stycznia – 56. gala rozdania nagród amerykańskiego przemysłu fonograficznego Grammy[324]
- 24 kwietnia – Fryderyki 2014[325]
- 22 października – Mateusze Trójki 2014[326]
  - Muzyka rozrywkowa – całokształt osiągnięć twórczych – Perfect
  - Muzyka jazzowa – całokształt osiągnięć twórczych – Krzysztof Herdzin
  - Muzyka jazzowa – wydarzenie – Włodzimierz Pawlik
  - Muzyka rozrywkowa – debiut – Tomasz Organek
- 29 października – ogłoszenie zwycięzcy Mercury Prize 2014 – Young Fathers za album Dead[327]
- 10 listopada – Grand Prix Jazz Melomani 2013, Łódź, Polska
- 15 listopada – Konkurs Polskiej Piosenki Filmowej KamerTon 2014 – „Układ zamknięty” – utwór zespołu Kult do filmu Ryszarda Bugajskiego Układ zamknięty[328]